# Notogomphus ruppeli
Notogomphus ruppeli – gatunek ważki z rodziny gadziogłówkowatych (Gomphidae). Endemit Etiopii.